# Задача Ямабе
Задача Ямабе — вопрос о существовании на данном многообразии римановой метрики с постоянной скалярной кривизной.
Названа в честь Ямабе, который опубликовал решение в 1960 году. В 1968 году Трудингер обнаружил ошибку в доказательстве.
В 1984 году Трудингер, Обен и Шён опубликовали полное решение.

## Вариации и обобщения
- Некомпактная задача Ямабе состоит в следующем: существует ли на гладком полном некомпактном римановом многообразии полная конформная метрика постоянной скалярной кривизны? Контрпример был построен Жиреном в 1988 году.
- Задача о предписанной скалярной кривизне